# Vestmannaeyjar

Harta fizicǎ a arhipelagului

Vestmannaeyjar este un oraș și arhipelag (Insulele Westman) în partea de sud a Islandei. Insula cea mai mare Heimaey are o populație de 4.142 locuitori. Celelalte insule sunt nepopulate, deși au șase cabine individuale de vânătoare. Vestmannaeyjar a intrat în atenția internațională în 1973, odatǎ cu erupția vulcanului Eldfell, care a distrus multe locuințe, și a forțat o evacuarea întregii populații pe partea principalǎ a țǎrii.

## Istorie
Data exactă a descoperirii insulelor este necunoscutǎ, dar se presupune că arhipelagul a fost descoperit de cǎtre vikingi, odatǎ cu descoperirea Islandei. Insulele sunt cunoscute pentru faptul că în 1627 au fost prǎdate de flota turcă și de pirații berberi care au luat cîteva sute de oameni în sclavie. Arhipelagul este de asemenea cunoscut pentru faptul cǎ în anii 1960, în sud-vestul arhipelagului s-a format o nouǎ insulǎ, Surtsey. Activitatea vulcanică, ca și în cea mai mare parte a Islandei, este foarte activǎ. O erupție majorǎ a vulcanului Eldfell în 1973 a forțat evacuarea locuitorilor de pe Heimaey. Până la sfârșitul anului în urma erupției sa format o munte cu o înălțime de 200 de metri.
Traducere din islandeză a arhipelagului înseamnă "insula oamenilor de Vest", care se referă la primii coloniști ale acestor locuri - irlandezii (pe care vikingii îi numieau "oamenii de Vest"), aceștia s-au răzvrătit împotriva stăpânului lor, Herlev Hrodmarsson, și au fugit de pe insulă.

## Geografie
Vestmannaeyjar este format din urmǎtoarele insule:
- Heimaey (13,4 km²)
- Surtsey (1,4 km²)
- Elliðaey (0,45 km²)
- Bjarnarey (0,32 km²)
- Álsey (0,25 km²)
- Suðurey (0,20 km²)
- Brandur (0,1 km²)
- Hellisey (0,1 km²)
- Súlnasker (0,03 km²)
- Geldungur (0,02 km²)
- Geirfuglasker (0,02 km²)

Total: 16,3 km²

## Legǎturi externe
- is  Site-ul oficial a orașului
- en  Info website about the Westman Islands
- en Booking site for Westman Islands

1. ↑   https://www.samband.is/sveitarfelogin/sudurland/vestmannaeyjabaer/ Lipsește sau este vid: |title= (ajutor)